# 저우페이위안

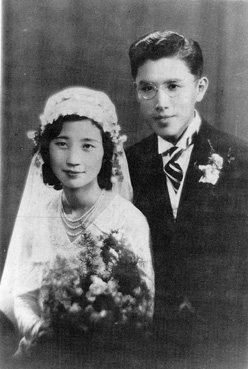
저우페이위안과 그의 아내

저우페이위안(중국어: 周培源, 병음: Zhōu Péiyuán, 한자음: 주배원, 1902년 8월 28일 ~ 1993년 11월 24일)은 중국의 물리학자, 교육인이다.

## 학력
- 1919년-1924년: 칭화 학교 이과
- 1924년-1927년: 시카고 대학 물리학과 학, 석사
- 1929년: 캘리포니아 공과 대학교 물리학과 박사 학위

## 약력
저우페이위안은 1902년에 장쑤성 이싱현(宜興縣, 현재의 장쑤성 우시시 이싱시)에서 태어났다. 1919년-1924년 칭화 대학에서 물리학을 수학하고 미국에 유학해 1927년 시카고 대학 물리학과 석사를 졸업하였다. 1927년부터 캘리포니아 공과 대학교에서 에릭 템플 벨(Eric Temple Bell) 지도로 상대성 이론을 연구했으며 1929년 이학 박사 학위를 취득하였다. 1929년 중화민국에 돌아가 국립 칭화 대학 물리학과 교수가 되었다. 1937년 이후 국립 서남연합대학(西南聯合大學) 물리학과 교수를 지냈으며 1943년-1946년에는 캘리포니아 공과 대학교 물리학과 방문 교수를 지냈다. 1947년 국립 칭화 대학 물리학과 교수, 교무처장. 1949년 중공 정권 성립 후, 1949년-1952년 베이징 정부 칭화대 물리학과 교수. 1952년 이후 베이징 대학 수리역학과 교수. 1978년-1980년 베이징 대학 교장을 역임하였다. 1980년-1986년 중국과학기술협회 주석을 역임하였다. 1993년 베이징에서 사망하였다.